# پری وزنه‌برداری کیم بوک‌جو
پری وزنه‌برداری کیم بوک‌جو (کره‌ای: 역도요정 김복주; لاتین‌نویسی اصلاح‌شده: Yeokdoyojeong Gimbokju) یک مجموعه تلویزیونی محصول کره جنوبی در سال ۲۰۱۶ با بازی لی سونگ کیونگ به عنوان نقش اصلی در کنار نام جو هیوک است. پری وزنه‌برداری کیم بوک‌جو در ژانر سن بلوغ و ورزشی است و از زندگی برندهٔ مدال طلای المپیک، جانگ می ران، الهام گرفته است. این مجموعه از ۱۶ نوامبر ۲۰۱۶ تا ۱۱ ژانویه ۲۰۱۷، چهارشنبه و پنجشنبه‌ها ساعت ۲۲:۰۰ (کی‌اس‌تی) از ام‌بی‌سی پخش شد.

## خلاصه داستان
این سریال داستانی است در مورد گروهی از ورزشکاران کالج که برای رویاهای خود می‌جنگند، در این راه عشق را تجربه می‌کنند و پیدا می‌کنند و در هر مرحله رشد می‌کنند.

## بازیگران
- لی سونگ کیونگ در نقش کیم بوک جو[۳][۴][۵]
- نام جو هیوک در نقش جونگ جون هیونگ[۶]
- لی جه یون در نقش جونگ جه یی
- کیونگ سو جین در نقش سونگ شی هو

## تولید
این مجموعه به نویسندگی یانگ هی سونگ، نویسندهٔ اثرهای کمدی رمانتیک اوه روح من و پادشاه دبیرستان و به کارگردانی پی‌دی اوه هیون جونگ، کارگردان هفتمین عامل غیرنظامی است. اولین جلسه فیلم‌نامه خوانی در اوت ۲۰۱۶ در ایستگاه پخش ام‌بی‌سی در سانگام دونگ، سئول، کره جنوبی انجام شد.